# Wieża telewizyjna Žižkov

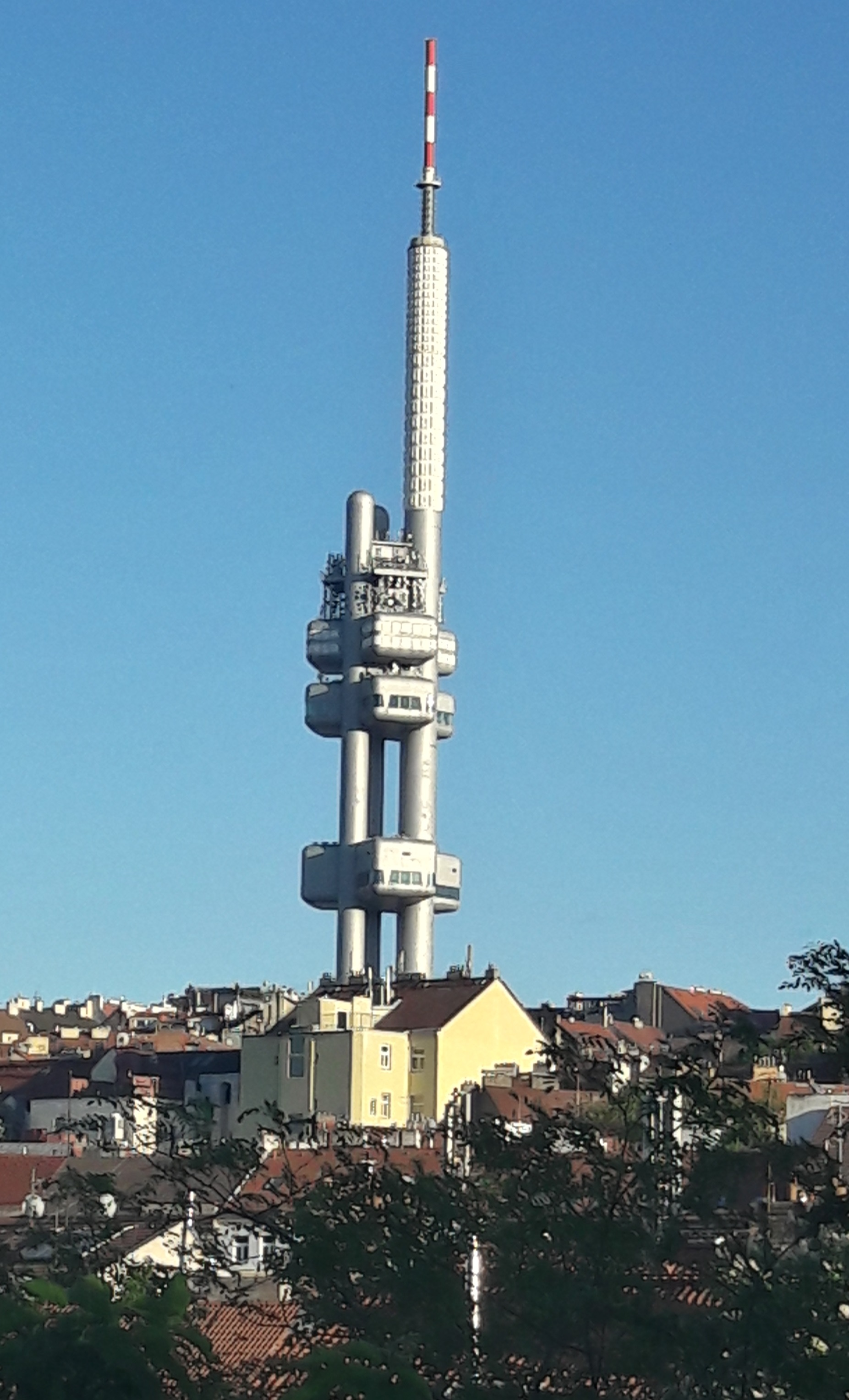
Widok na wieże telewizyjną Žižkov z parku Vítkov.

Wieża telewizyjna Žižkov (czes. Žižkovský vysílač) – żelbetowa wieża telewizyjna o wysokości 216 metrów, znajdująca się w praskiej dzielnicy Žižkov. 

## Historia
Została zbudowana w latach 1985–1992. Zaprojektowali ją Václav Aulický, Jiří Kozák i Alex Bém, a sama konstrukcja chroniona jest patentem. Z obiektu emitowanych jest siedem stacji radiowych oraz cztery multipleksy naziemnej telewizji cyfrowej.
Plany powstania nowego nadajnika radiokomunikacyjnego w Pradze powstały w roku 1978. Z wielu możliwych lokalizacji wybrano teren dzielnicy Žižkov (pod uwagę brano m.in. wzgórze Parukářka). Wieża, stojąca na terenie dawnego żydowskiego cmentarza (prochy przeniesiono na Cmentarz Olszański), do dziś wywołuje wiele kontrowersji. Przede wszystkim krytykowano jej futurystyczny wygląd. Okoliczni mieszkańcy obawiali się szkodliwego wpływu fal elektromagnetycznych. Krążyły również plotki, że na wieży zostaną zamontowane urządzenia zakłócające odbiór zachodnich stacji radiowych (w szczególności Radia Wolna Europa).
W roku 2000 na wieży pojawiły się rzeźby raczkujących dzieci (Miminka), których autorem jest czeski artysta David Černý. Instalacja, pomyślana jako tymczasowa, spotkała się z pozytywnym odzewem i zmieniła się w stałą ekspozycję. Część Prażan jednak uważa, że figurki dzieci obniżają wartość architektoniczną wieży i psują jej styl high–tech.

## Konstrukcja
Każdy z trzech filarów wieży ma wysokość 134 metrów, natomiast średnica głównego filaru wynosi 6,4 metra, a pozostałych dwóch 4,8 metra. W szerszym filarze umieszczono dwie szybkobieżne windy (poruszające się z prędkością 4 m/s), a dwa boczne mieszczą windę towarową oraz schody, używane w razie niebezpieczeństwa. Fundamenty wieży sięgają 15 metrów pod ziemią, a jej całkowita masa wynosi 11800 ton.
Oprócz nadajników radiowych i telewizyjnych (emisja programów 4 stacji telewizyjnych i 7 radiowych) na wieży znajdują się stacje bazowe telefonii komórkowej oraz urządzenia do obserwacji meteorologicznych i monitoringu środowiska. 
Na wysokości 66 metrów znajduje się restauracja i kawiarnia, na 70 metrze jeden pokój hotelowy, natomiast na wysokości 93 metrów zlokalizowano punkt widokowy, składający się z trzech kabin. Przy dobrej pogodzie widoczność sięga nawet 100 kilometrów. 

## Kultura
Z uwagi na kształt część mieszkańców Pragi nazywa budowlę "wiertarką". Pisarz Petr Král, napisał: ilekroć przede mną wyrasta (a dzieje się to co chwila), wrzyna mi się w ciało niczym śmiercionośna broń, choć szpicem celuje w niebo.